# Acleris hastiana
Acleris hastiana là một loài bướm đêm thuộc họ Tortricidae. Nó được tìm thấy trong Châu Âu, Iran phía Bắc, Kazakstan, Ala Tau, miền trung Xibia, Irkutsk và khu vực Amur. Trong Bắc Mỹ nó được tìm thấy từ phía đông bắc Hoa Kỳ qua miền Nam Canada đến British Columbia và về phía nam dọc theo bờ biển Thái Bình Dương đến California.
Nó có loài có bề ngoài đa dạng, với hàng chục dạng định danh, và nhiều kiểu trung gian, dẫn tới việc mô tả của hơn 125 danh pháp đồng nghĩa.
Sải cánh dài khoảng 20 mm. Con trưởng thành bay từ tháng 6 đến tháng 7 và một lần nữa vào tháng 8. Có hai lứa một năm trong khu vực phân bố.
Ấu trùng ăn các loài Salix ở châu Âu. Trong lần biến thái đầu tiên, ấu trùng sinh ra trong chồi cây. Các lần biến thái sau, chúng ăn trong tổ lá. Các loài thực vật làm thức ăn khác được ghi nhận bao gồm Vaccinium, Andromeda, Ceanothus, Gaylussacia, Quercus và Rhododendron.

## Hình ảnh

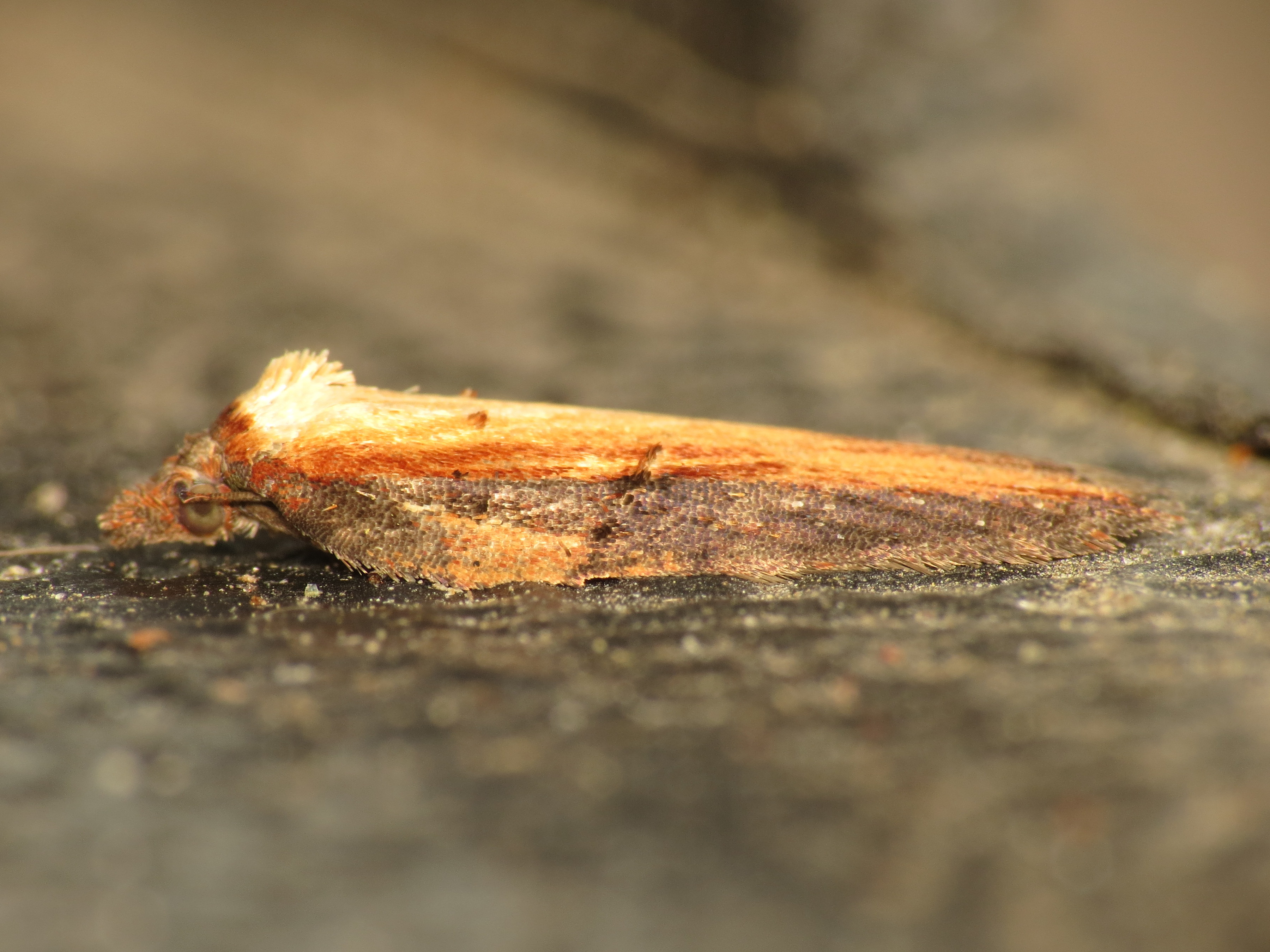
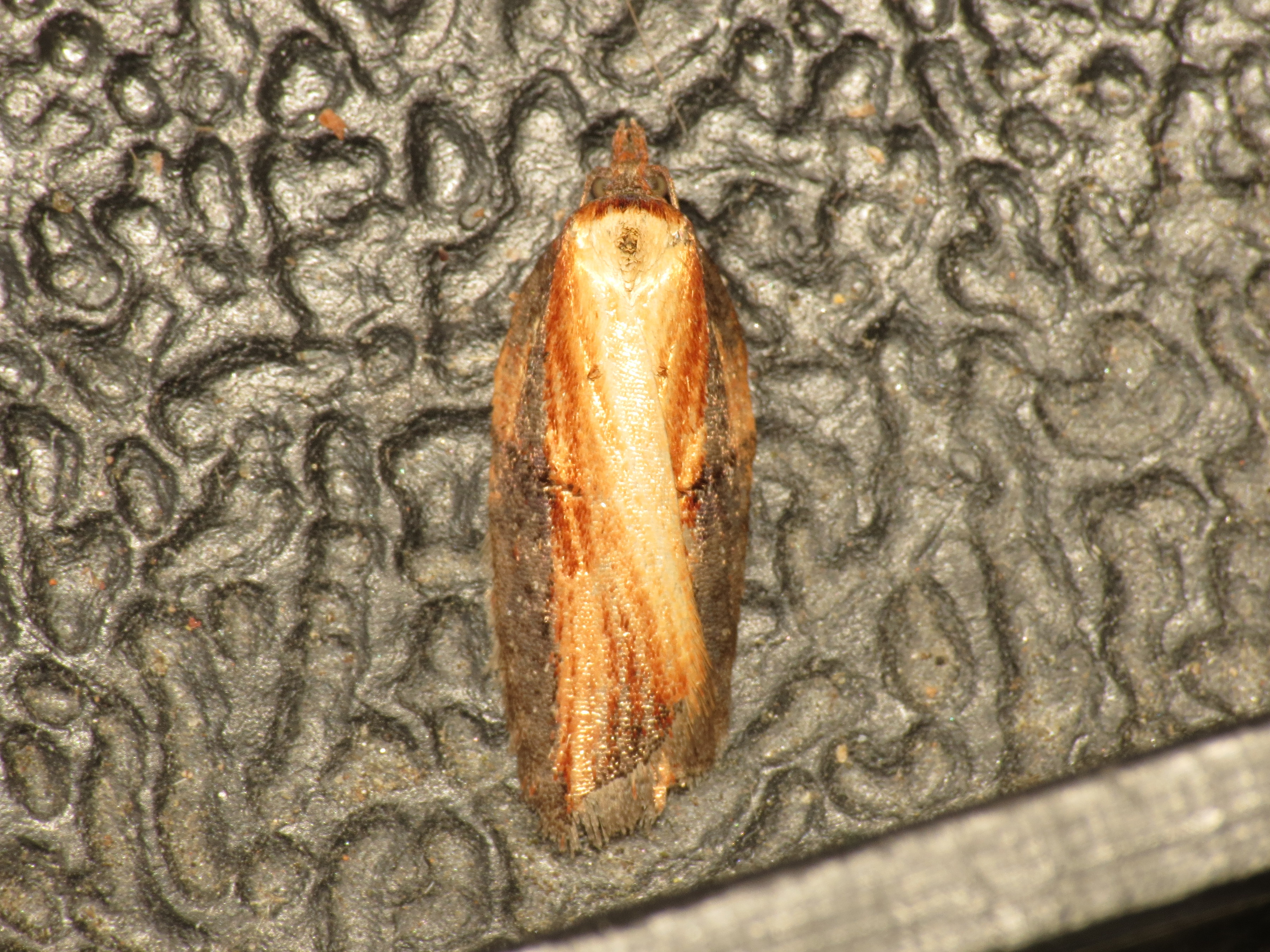
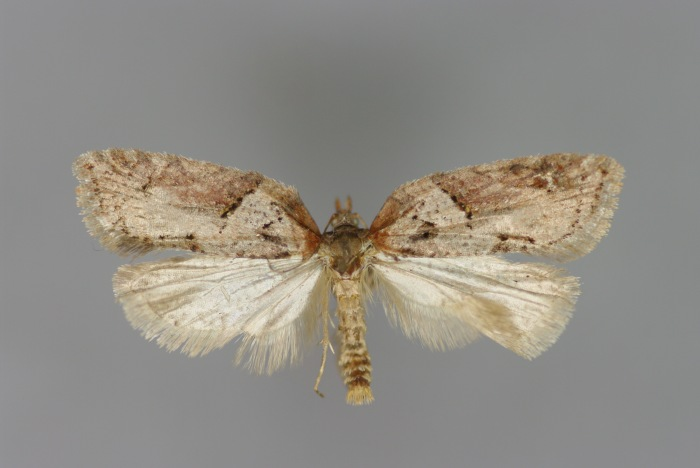
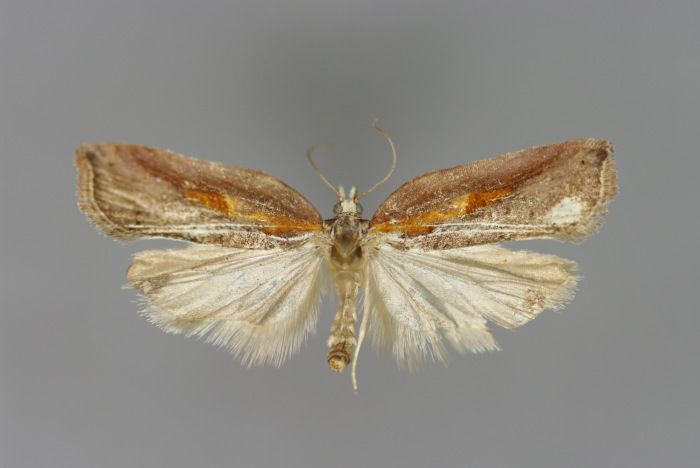